# Эрдман, Аксель
Аксель Иоахим Эрдман (швед. Axel Joachim Erdmann; 12 августа 1814, Стокгольм, — 1 декабря 1869, там же) — шведский геолог и минералог.
После окончания École des mines в Фалуне он читал там минералогию и геологию (1850) и в то же время химию в École militaire в Мариберге (1852). Как начальник геологического бюро он лично руководил исследованиями и опубликовал, начиная с 1862 года, 30 листов замечательной геологической карты Швеции. Ему принадлежат учебник минералогии (Стокгольм, 2-е. изд., 1860), геогностическое описание Тунаберга в Сёдерманланде (1848), описание горнодельческого бассейна Даннемуры (1856), о наблюдениях над уровнем вод и ветрами на шведском побережье (1857), о четвертичной системе в Швеции (1868); много других его работ помещено в «Actes» и «Bulletins» Шведской королевской академии наук, членом которой он был избран в 1846 году, а в 1868 году — президентом.